# Himara
Himara (Greaca: Χειμάρρα) este un oraș din Albania.